# Peter Gruijters
P.J. (Peter) Gruijters (Helmond, 1934) is een Nederlands politicus van de KVP en later het CDA.

## Biografie
Gruijters groeide op in een katholiek middenstandsgezin met vijf kinderen. Vader, Theodorus Johannes Gruijters (1897-1949), was elektricien die winkelier in elektrische apparatuur werd en moeder was onderwijzeres. Zijn oudere broer Hans Gruijters werd later minister en burgemeester van Lelystad.
Hij begon zijn loopbaan in 1954 als beroepsofficier bij de Koninklijke Marine en ging later studeren aan de Technische Hogeschool van Delft, waar hij in 1966 is afgestudeerd. Hij ging werken als afdelingshoofd bij een Haags ingenieursbureau en was parttime docent.
Gruijters was van 1974 tot 1978 gemeenteraadslid in Ridderkerk. In april 1980 werd Gruijters benoemd tot burgemeester van Hooge en Lage Zwaluwe. Eind 1988 werd hij dijkgraaf bij het Waterschap Noord- en Zuid-Beveland, dit zou hij t/m 1996 blijven, waarna dit waterschap werd opgeheven. Vanaf april 1995 was hij nog ruim anderhalf jaar waarnemend burgemeester van Zundert tot aan de gemeentelijke herindeling op 1 januari 1997, waarbij Zundert en Rijsbergen fuseerden tot de nieuwe gemeente Zundert. Daarna bleef hij onder andere actief als voorzitter van de in 2012 opgeheven Belangenvereniging Aanwonenden Spoorlijn (BAS).